# Посольство Монголии в США

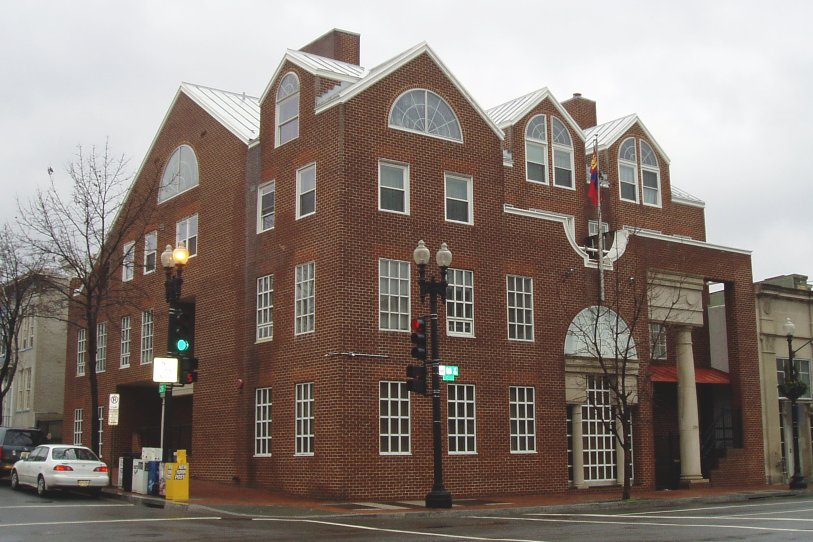
Посольство Монголии в Вашингтоне.

Посольство Монголии в Вашингтоне (монг. Монгол Улсын Элчин Сайдын Яам Вашингтон хот, англ. Mongolian Embassy in Washington, D.C.) — главное дипломатическое представительство Монголии в США, расположено в Джорджтауне на северо-западе Вашингтона на М-стрит, 2833.

## Дипломатические отношения
Дипломатические отношения между США и Монголией были установлены в 1987 году. Посольство открылось в 1989 году.
Посол Монголии в США: Хасбазарын Бехбат (Khasbazaryn Bekhbat).  Хасбазарын Бехбат закончил в 1973 году МГИМО. 